# Hans-Georg Aschenbach
Hans-Georg Aschenbach (né le 20 octobre 1951 à Brotterode) est un sauteur à ski allemand.
Il obtient son premier titre en 1971 lorsqu'il décroche le titre de champion d'Allemagne de l'est. Il progresse rapidement jusqu'à devenir le meilleur sauteur à ski du monde. Il remporte tour à tour les championnats du monde de vol à ski en 1973, la Tournée des quatre tremplins en 1974 et les championnats du monde en 1974 sur petit et grand tremplins. Ses résultats lui permettent de décrocher le titre d'athlète est-allemand de l'année. L'année suivante, une grave blessure au genou interrompt sa série impressionnante de succès. Longtemps incertain, il participe néanmoins aux Jeux olympiques de 1976 au cours desquels il décroche l'or sur le petit tremplin. Il annonce alors sa retraite à seulement 24 ans.
Devenu médecin dans l'armée, il renoue avec le saut à ski en dans les années 1980 en devenant le docteur de l'équipe d'Allemagne de l'Est. C'est durant cette période qu'il s'enfuit en direction de l'Allemagne de l'Ouest où il est, depuis, devenu chirurgien orthopédiste.

## Palmarès

### Jeux olympiques
| Épreuve / Édition | Sapporo 1972 | Innsbruck 1976 |
| Petit Tremplin    | 31e          | Or             |
| Grand Tremplin    |              | 8e             |

### Championnats du monde
| Épreuve / Édition | Épreuve / Édition | Falun 1974 |
| Petit Tremplin    | Petit Tremplin    | Or         |
| Grand Tremplin    | Grand Tremplin    | Or         |

### Championnats du monde de vol à ski
| Épreuve / Édition | Oberstdorf 1973 |
| Individuel        | Or              |

### Tournée des quatre tremplins
- Vainqueur de la Tournée des quatre tremplins en 1973/1974.